# John Ajvide Lindqvist
John Ajvide Lindqvist (ur. 2 grudnia 1968 w Blackeberg w Sztokholmie) – szwedzki pisarz.

## Życiorys
Urodził się i wychował w Blackeberg. Zanim zaczął pisać książki, przez 12 lat pracował jako iluzjonista i artysta stand-upowy. Jako nastolatek prezentował swoje sztuczki na Västerlånggatan w Sztokholmie. Poza literaturą, napisał scenariusz do serii Kommissionen dla szwedzkiej telewizji, dużą część materiału do serii Reuter & Skoog oraz scenariusz do filmu Pozwól mi wejść. John Ajvide Lindqvist jest wiernym fanem Morrisseya – w wywiadach wielokrotnie przyznawał, że tytuł jego debiutanckiej powieści nawiązuje do piosenki Morrisseya Let the Right One Slip In.

## Twórczość
W 2004 roku zadebiutował horrorem psychologicznym pt. Wpuść mnie (oryg. Låt den rätte komma in), którego akcja rozgrywa się w Blackeberg, w latach 80. XX wieku. Książka została wydana w jedenastu krajach, m.in. w Wielkiej Brytanii, Niemczech, Polsce czy USA. Na podstawie powieści powstał film (w Polsce pod innym tytułem) – Pozwól mi wejść. W 2005 roku została wydana kolejna książka pisarza – Powroty zmarłych (oryg. Hanteringen av odöda), która ukazała się w ośmiu krajach, w tym także w Polsce. Trzecia książka Lindqvista to Pappersväggar (Papierowe ściany) z 2006 roku, składa się ona z krótkich historii z gatunku horror. Opowiadanie nie zostało jeszcze przetłumaczone na język polski. Kolejna książka Szweda, która ukazuje się w 2008 roku, nosi tytuł Ludzka przystań (oryg. Människohamn). Jest to powieść o miłości, nienawiści i magii, której akcja rozgrywa się na wyspie Domarö (znajdującej się w obrębie największego archipelagu w Szwecji).

## Publikacje
- 2004: Låt den rätte komma in (Wpuść mnie)
- 2005: Hanteringen av odöda (Powroty zmarłych)
- 2006: Pappersväggar (Papierowe ściany)
- 2007: Tindalos (wydane jako serial w gazecie Dagens Nyheter)
- 2008: Människohamn (Ludzka przystań)
- 2010: Lilla stjärna (Mała gwiazda)